# Évora (circonscription électorale)
Pour les articles homonymes, voir Évora (homonymie).
La circonscription électorale d'Évora est une circonscription électorale du Portugal, utilisée pour les élections législatives.
Ses frontières correspondent au district du même nom.

## Résultats

### Années 2020

#### 2025
| Parti                                      | Parti                                     | Voix    | %     | +/-           | Sièges | +/-           |
| ------------------------------------------ | ----------------------------------------- | ------- | ----- | ------------- | ------ | ------------- |
|                                            | Parti socialiste (PS)                     | 23 617  | 28,48 | 5,08          | 1      | en stagnation |
|                                            | Chega (CH)                                | 21 082  | 25,43 | 4,99          | 1      | en stagnation |
|                                            | AD – Coalition PSD/CDS (PPD/PSD.CDS-PP)   | 21 071  | 25,41 | 2,45          | 1      | en stagnation |
|                                            | Coalition démocratique unitaire (PCP-PEV) | 8 636   | 10,42 | 0,77          | 0      | en stagnation |
|                                            | Initiative libérale (IL)                  | 2 415   | 2,91  | 0,36          | 0      | en stagnation |
|                                            | LIBRE (L)                                 | 2 296   | 2,77  | 0,74          | 0      | en stagnation |
|                                            | Bloc de gauche (BE)                       | 1 487   | 1,79  | 2,58          | 0      | en stagnation |
|                                            | Alternative démocratique nationale (ADN)  | 983     | 1,19  | 0,23          | 0      | en stagnation |
|                                            | Personnes–Animaux–Nature (PAN)            | 790     | 0,95  | 0,20          | 0      | en stagnation |
|                                            | Volt Portugal (VP)                        | 142     | 0,17  | en stagnation | 0      | en stagnation |
|                                            | Réagir, inclure, recycler (RIR)           | 138     | 0,17  | 0,14          | 0      | en stagnation |
|                                            | Nous, citoyens ! (NC)                     | 106     | 0,13  | Abs.          | 0      | en stagnation |
|                                            | Ergue-te (E)                              | 83      | 0,10  | 0,01          | 0      | en stagnation |
|                                            | Parti populaire monarchiste (PPM)         | 68      | 0,08  | N/A           | 0      | en stagnation |
|                                            |                                           |         |       |               |        |               |
| Suffrages exprimés                         | Suffrages exprimés                        | 82 914  | 97,63 |               |        |               |
| Votes blancs                               | Votes blancs                              | 1 263   | 1,49  |               |        |               |
| Votes invalides                            | Votes invalides                           | 747     | 0,88  |               |        |               |
| Total                                      | Total                                     | 84 924  | 100   | –             | 3      | en stagnation |
| Abstentions                                | Abstentions                               | 47 701  | 35,97 |               |        |               |
| Inscrits/Participation                     | Inscrits/Participation                    | 132 625 | 64,03 |               |        |               |
|                                            |                                           |         |       |               |        |               |
| Source: Commission nationale des élections |                                           |         |       |               |        |               |

| Parti | Parti | Parti | Parti   | Députés               |
| ----- | ----- | ----- | ------- | --------------------- |
|       | PS    | PS    | PS      | - Luis Piteira        |
|       | CH    | CH    | CH      | - Jorge de Valsassina |
|       | AD    |       | PPD/PSD | - Francisco Gonçalves |

#### 2024
| Parti                                      | Parti                                    | Voix    | %     | +/-           | Sièges | +/-           |
| ------------------------------------------ | ---------------------------------------- | ------- | ----- | ------------- | ------ | ------------- |
|                                            | Parti socialiste (PS)                    | 29 310  | 33,56 | 11,17         | 1      | 1             |
|                                            | Alliance démocratique (AD) (PSD-PP-PPM)  | 20 051  | 22,96 | en stagnation | 1      | en stagnation |
|                                            | Chega (CH)                               | 17 850  | 20,44 | 11,13         | 1      | 1             |
|                                            | Coalition démocratique unitaire (CDU)    | 9 771   | 11,19 | 3,63          | 0      | en stagnation |
|                                            | Bloc de gauche (BE)                      | 3 816   | 4,37  | 0,98          | 0      | en stagnation |
|                                            | Initiative libérale (IL)                 | 2 228   | 2,55  | 0,04          | 0      | en stagnation |
|                                            | Libre (L)                                | 1 774   | 2,03  | 1,39          | 0      | en stagnation |
|                                            | Personnes–Animaux–Nature (PAN)           | 1 001   | 1,15  | 0,29          | 0      | en stagnation |
|                                            | Alternative démocratique nationale (ADN) | 838     | 0,96  | Abs.          | 0      | en stagnation |
|                                            | Réagir, inclure, recycler (RIR)          | 273     | 0,31  | 0,03          | 0      | en stagnation |
|                                            | Nouvelle Droite (ND)                     | 160     | 0,18  | Nv.           | 0      | en stagnation |
|                                            | Volt Portugal (VP)                       | 150     | 0,17  | 0,05          | 0      | en stagnation |
|                                            | Ergue-te (E)                             | 81      | 0,09  | en stagnation | 0      | en stagnation |
|                                            | Alternative 21 (MPT-A)                   | 41      | 0,05  | 0,03          | 0      | en stagnation |
|                                            |                                          |         |       |               |        |               |
| Suffrages exprimés                         | Suffrages exprimés                       | 87 344  | 97,71 |               |        |               |
| Votes blancs                               | Votes blancs                             | 1 252   | 1,40  |               |        |               |
| Votes nuls                                 | Votes nuls                               | 791     | 0,88  |               |        |               |
| Total                                      | Total                                    | 89 387  | 100   | -             | 3      | en stagnation |
| Abstention                                 | Abstention                               | 44 013  | 32,99 |               |        |               |
| Inscrits/Participation                     | Inscrits/Participation                   | 133 400 | 67,01 |               |        |               |
|                                            |                                          |         |       |               |        |               |
| Source: Commission nationale des élections |                                          |         |       |               |        |               |

| Parti | Parti | Parti | Parti   | Députés        |
| ----- | ----- | ----- | ------- | -------------- |
|       | PS    | PS    | PS      | - Luis Dias    |
|       | AD    |       | PPD/PSD | - Sonia Ramos  |
|       | CH    | CH    | CH      | - Rui Cristina |

#### 2022
| Parti                                      | Parti                                  | Voix    | %     | +/-  | Sièges | +/-           |
| ------------------------------------------ | -------------------------------------- | ------- | ----- | ---- | ------ | ------------- |
|                                            | Parti socialiste (PS)                  | 34 700  | 44,73 | 4,94 | 2      | en stagnation |
|                                            | Parti social-démocrate (PPD/PSD)       | 16 905  | 21,80 | 3,66 | 1      | 1             |
|                                            | Coalition démocratique unitaire (CDU)  | 11 494  | 14,82 | 4,79 | 0      | 1             |
|                                            | Chega (CH)                             | 7 221   | 9,31  | 7,00 | 0      | en stagnation |
|                                            | Bloc de gauche (BE)                    | 2 629   | 3,39  | 5,90 | 0      | en stagnation |
|                                            | Initiative libérale (IL)               | 1 947   | 2,51  | 1,82 | 0      | en stagnation |
|                                            | CDS – Parti populaire (CDS-PP)         | 896     | 1,16  | 2,39 | 0      | en stagnation |
|                                            | Personnes–Animaux–Nature (PAN)         | 665     | 0,86  | 1,17 | 0      | en stagnation |
|                                            | Libre (L)                              | 496     | 0,64  | 0,06 | 0      | en stagnation |
|                                            | Réagir, inclure, recycler (RIR)        | 263     | 0,34  | 0,13 | 0      | en stagnation |
|                                            | Volt Portugal (VP)                     | 95      | 0,12  | Nv.  | 0      | en stagnation |
|                                            | Mouvement Alternative socialiste (MAS) | 76      | 0,10  | Abs. | 0      | en stagnation |
|                                            | Ergue-te (E)                           | 71      | 0,09  | 0,16 | 0      | en stagnation |
|                                            | Parti de la Terre (MPT)                | 63      | 0,08  | 0,12 | 0      | en stagnation |
|                                            | Parti travailliste portugais (PTP)     | 42      | 0,05  | 0,06 | 0      | en stagnation |
|                                            |                                        |         |       |      |        |               |
| Suffrages exprimés                         | Suffrages exprimés                     | 77 563  | 98,23 |      |        |               |
| Votes blancs                               | Votes blancs                           | 842     | 1,07  |      |        |               |
| Votes nuls                                 | Votes nuls                             | 552     | 0,70  |      |        |               |
| Total                                      | Total                                  | 78 957  | 100   | -    | 3      | en stagnation |
| Abstention                                 | Abstention                             | 55 871  | 41,44 |      |        |               |
| Inscrits/Participation                     | Inscrits/Participation                 | 134 828 | 58,56 |      |        |               |
|                                            |                                        |         |       |      |        |               |
| Source: Commission nationale des élections |                                        |         |       |      |        |               |

| Parti | Parti   | Parti   | Parti   | Députés                                   |
| ----- | ------- | ------- | ------- | ----------------------------------------- |
|       | PS      | PS      | PS      | - Norberto Patinho - Luís Capoulas Santos |
|       | PPD/PSD | PPD/PSD | PPD/PSD | - Sonia Ramos                             |

### Années 2010

#### 2019
| Parti                                      | Parti                                              | Voix    | %     | +/-  | Sièges | +/-           |
| ------------------------------------------ | -------------------------------------------------- | ------- | ----- | ---- | ------ | ------------- |
|                                            | Parti socialiste (PS)                              | 28 372  | 39,79 | 1,02 | 2      | 1             |
|                                            | Coalition démocratique unitaire (CDU)              | 13 980  | 19,61 | 2,98 | 1      | en stagnation |
|                                            | Parti social-démocrate (PPD/PSD)                   | 12 936  | 18,14 | N/A  | 0      | 1             |
|                                            | Bloc de gauche (BE)                                | 6 624   | 9,29  | 0,39 | 0      | en stagnation |
|                                            | CDS – Parti populaire (CDS-PP)                     | 2 534   | 3,55  | N/A  | 0      | en stagnation |
|                                            | Chega (CH)                                         | 1 646   | 2,31  | Nv.  | 0      | en stagnation |
|                                            | Personnes–Animaux–Nature (PAN)                     | 1 446   | 2,03  | 1,15 | 0      | en stagnation |
|                                            | Parti communiste des travailleurs portugais (PCTP) | 922     | 1,29  | 0,24 | 0      | en stagnation |
|                                            | Libre (L)                                          | 500     | 0,70  | 0,27 | 0      | en stagnation |
|                                            | Initiative libérale (IL)                           | 490     | 0,69  | Nv.  | 0      | en stagnation |
|                                            | Alliance (A)                                       | 464     | 0,65  | Nv.  | 0      | en stagnation |
|                                            | Réagir, inclure, recycler (RIR)                    | 334     | 0,47  | Nv.  | 0      | en stagnation |
|                                            | Nous, citoyens ! (NC)                              | 312     | 0,44  | 0,17 | 0      | en stagnation |
|                                            | Parti national rénovateur (PNR)                    | 179     | 0,25  | 0,09 | 0      | en stagnation |
|                                            | Parti uni des retraités (PURP)                     | 149     | 0,21  | 0,02 | 0      | en stagnation |
|                                            | Parti de la Terre (MPT)                            | 143     | 0,20  | 0,09 | 0      | en stagnation |
|                                            | Parti populaire monarchiste (PPM)                  | 112     | 0,16  | 0,29 | 0      | en stagnation |
|                                            | Parti travailliste portugais (PTP)                 | 82      | 0,11  | 0,17 | 0      | en stagnation |
|                                            | Parti démocratique républicain (PDR)               | 70      | 0,10  | 0,44 | 0      | en stagnation |
|                                            |                                                    |         |       |      |        |               |
| Suffrages exprimés                         | Suffrages exprimés                                 | 71 295  | 96,33 |      |        |               |
| Votes blancs                               | Votes blancs                                       | 1 691   | 2,28  |      |        |               |
| Votes nuls                                 | Votes nuls                                         | 1 032   | 1,39  |      |        |               |
| Total                                      | Total                                              | 74 018  | 100   | -    | 3      | en stagnation |
| Abstention                                 | Abstention                                         | 62 676  | 45,85 |      |        |               |
| Inscrits/Participation                     | Inscrits/Participation                             | 136 694 | 54,15 |      |        |               |
|                                            |                                                    |         |       |      |        |               |
| Source: Commission nationale des élections |                                                    |         |       |      |        |               |

| Parti | Parti | Parti | Parti | Députés                                   |
| ----- | ----- | ----- | ----- | ----------------------------------------- |
|       | PS    | PS    | PS    | - Norberto Patinho - Luís Capoulas Santos |
|       | CDU   |       | PCP   | - João Oliveira                           |

#### 2015
| Parti                                      | Parti                                              | Voix    | %     | +/-   | Sièges | +/-           |
| ------------------------------------------ | -------------------------------------------------- | ------- | ----- | ----- | ------ | ------------- |
|                                            | Parti socialiste (PS)                              | 31 894  | 38,77 | 8,73  | 1      | en stagnation |
|                                            | Portugal en avant (PàF) (PPD/PSD-CDS-PP)           | 20 180  | 24,53 | 13,01 | 1      | en stagnation |
|                                            | Coalition démocratique unitaire (CDU)              | 18 584  | 22,59 | 0,19  | 1      | en stagnation |
|                                            | Bloc de gauche (BE)                                | 7 319   | 8,90  | 3,83  | 0      | en stagnation |
|                                            | Parti communiste des travailleurs portugais (PCTP) | 1 257   | 1,53  | 0,64  | 0      | en stagnation |
|                                            | Personnes–Animaux–Nature (PAN)                     | 727     | 0,88  | 0,10  | 0      | en stagnation |
|                                            | Parti démocrate républicain (PDR)                  | 447     | 0,54  | Nv.   | 0      | en stagnation |
|                                            | Parti populaire monarchiste (PPM)                  | 369     | 0,45  | 0,20  | 0      | en stagnation |
|                                            | LIBRE (L)                                          | 357     | 0,43  | Nv.   | 0      | en stagnation |
|                                            | Parti national rénovateur (PNR)                    | 280     | 0,34  | 0,14  | 0      | en stagnation |
|                                            | Parti de la Terre (MPT)                            | 243     | 0,29  | 0,01  | 0      | en stagnation |
|                                            | AGIR (PTP-MAS)                                     | 231     | 0,28  | 0,02  | 0      | en stagnation |
|                                            | Nous, citoyens ! (NC)                              | 219     | 0,27  | Nv.   | 0      | en stagnation |
|                                            | Parti uni des retraités (PURP)                     | 155     | 0,19  | Nv.   | 0      | en stagnation |
|                                            |                                                    |         |       |       |        |               |
| Suffrages exprimés                         | Suffrages exprimés                                 | 82 262  | 97,05 |       |        |               |
| Votes blancs                               | Votes blancs                                       | 1 430   | 1,69  |       |        |               |
| Votes nuls                                 | Votes nuls                                         | 1 070   | 1,26  |       |        |               |
| Total                                      | Total                                              | 84 762  | 100   | -     | 3      | en stagnation |
| Abstention                                 | Abstention                                         | 84 762  | 40,06 |       |        |               |
| Inscrits/Participation                     | Inscrits/Participation                             | 141 422 | 59,94 |       |        |               |
|                                            |                                                    |         |       |       |        |               |
| Source: Commission nationale des élections |                                                    |         |       |       |        |               |

| Parti | Parti | Parti | Parti   | Députés                |
| ----- | ----- | ----- | ------- | ---------------------- |
|       | PS    | PS    | PS      | - Luís Capoulas Santos |
|       | PàF   |       | PPD/PSD | - Antonio Costa Silva  |
|       | CDU   |       | PCP     | - João Oliveira        |

#### 2011
| Parti                                      | Parti                                              | Voix    | %     | +/-  | Sièges | +/-           |
| ------------------------------------------ | -------------------------------------------------- | ------- | ----- | ---- | ------ | ------------- |
|                                            | Parti socialiste (PS)                              | 25 101  | 30,04 | 5,94 | 1      | en stagnation |
|                                            | Parti social-démocrate (PPD/PSD)                   | 23 747  | 28,52 | 9,01 | 1      | en stagnation |
|                                            | Coalition démocratique unitaire (CDU)              | 18 967  | 22,78 | 0,15 | 1      | en stagnation |
|                                            | CDS – Parti populaire (CDS-PP)                     | 7 513   | 9,02  | 2,46 | 0      | en stagnation |
|                                            | Bloc de gauche (BE)                                | 4 225   | 5,07  | 6,35 | 0      | en stagnation |
|                                            | Parti communiste des travailleurs portugais (PCTP) | 1 810   | 2,17  | 0,03 | 0      | en stagnation |
|                                            | Personnes–Animaux–Nature (PAN)                     | 649     | 0,78  | Nv.  | 0      | en stagnation |
|                                            | Mouvement Espoir pour le Portugal (MEP)            | 259     | 0,31  | 0,10 | 0      | en stagnation |
|                                            | Parti de la Terre (MPT)                            | 237     | 0,28  | N/A  | 0      | en stagnation |
|                                            | Parti travailliste portugais (PTP)                 | 216     | 0,26  | Nv.  | 0      | en stagnation |
|                                            | Parti populaire monarchiste (PPM)                  | 207     | 0,25  | 0,08 | 0      | en stagnation |
|                                            | Parti national rénovateur (PNR)                    | 168     | 0,20  | 0,03 | 0      | en stagnation |
|                                            | Portugal Pro-vie (PPV)                             | 153     | 0,18  | Nv.  | 0      | en stagnation |
|                                            | Parti humaniste (PH)                               | 91      | 0,11  | N/A  | 0      | en stagnation |
|                                            |                                                    |         |       |      |        |               |
| Suffrages exprimés                         | Suffrages exprimés                                 | 83 252  | 96,66 |      |        |               |
| Votes blancs                               | Votes blancs                                       | 1 866   | 2,17  |      |        |               |
| Votes nuls                                 | Votes nuls                                         | 1 011   | 1,17  |      |        |               |
| Total                                      | Total                                              | 86 129  | 100   | -    | 3      | en stagnation |
| Abstention                                 | Abstention                                         | 59 802  | 40,98 |      |        |               |
| Inscrits/Participation                     | Inscrits/Participation                             | 145 931 | 59,02 |      |        |               |
|                                            |                                                    |         |       |      |        |               |
| Source: Commission nationale des élections |                                                    |         |       |      |        |               |

| Parti | Parti   | Parti   | Parti   | Députés           |
| ----- | ------- | ------- | ------- | ----------------- |
|       | PS      | PS      | PS      | - Carlos Zorrinho |
|       | PPD/PSD | PPD/PSD | PPD/PSD | - Pedro Lynce     |
|       | CDU     |         | PCP     | - João Oliveira   |